# Flodoard Moret de Bourchenu
Flodoard Moret de Bourchenu (1663-11 janvier 1744) est un évêque catholique français, évêque de Vence de 1714 à 1728.

## Biographie
Né dans une famille noble du Dauphiné, il est le fils de Pierre, conseiller au Parlement de Grenoble et de Philippe Béatrix-Robert de Saint-Germain, fille d'un autre conseiller au même parlement il est en outre le frère cadet de l'historien Valbonnais.  Il commence ses études chez les Oratoriens du Collège de Notre-Dame des Graces dans le Forez. Il étudie à Paris mais par tradition familiale il obtient son doctorat en théologie à Valence vers 1690 il est en même temps docteur in utroque jure. D'abord chanoine (1677) puis prévôt (1690) de la collégiale Saint-André de Grenoble en succession d'un oncle. Il est ordonné prêtre en 1691 et devient d'abord official en mars 1707 et enfin vicaire général de l'évêque de Grenoble
Il est nommé en 1714 évêque de Vence par Louis XIV. Il fut sacré à Paris le 6 janvier 1715, en l’église Saint-Antoine, par le cardinal de Rohan-Soubise. Il démissionne de l’évêché de Vence en 1728, et meurt à Paris le 11 janvier 1744.